# 希腊天主教会天主圣三主教座堂
希腊天主教会天主圣三主教座堂 是 拜占庭禮天主教克里热夫齐教區的主教座堂，新哥特式，位于克罗地亚克里热夫齐。

## 历史
该堂最初由奥斯定会使用（1326年至1539年）土耳其人烧毁了修道院、教堂和克里热夫齐上城后离开。1627年方济各会重修教堂。直到1786年皇帝约瑟夫二世取缔修道院，将其分配给军队。1777年6月17日，教宗庇护六世为生活在克罗地亚王国境内的希腊天主教徒建立了拜占庭禮天主教克里热夫齐教區；皇后玛丽亚·特蕾西亚确定新成立教区的主教座堂设于克里热夫齐。克罗地亚境内的希腊天主教徒大多是躲避土耳其人和从军事前沿地区逃离的难民。1791年，现在的教堂成为希腊天主教主教座堂和主教府。教堂的重建是由主教 Silvije Bubanović发起，并在1798年祝圣。
自1801年，为了适应主教和信徒的需要，主教座堂逐渐翻新。彻底整治发生了1895年和1897年之间，Julije Drohobecki主教任期内，由建筑师赫尔曼·勃莱设计。目前哥特复兴风格的主教座堂从这个装修日期。

## 说明
该堂只有一个中殿，为拉丁十字平面，长38米，宽8.5米，高15.5米。钟楼高46米。
主教座堂设有地下聖堂，用于埋葬历任主教。